# Villa Celimontana
La villa Celimontana, anciennement villa Mattei, est un jardin public de Rome créé au XVIe siècle et situé dans le rione de Celio. Il couvre une surface d'environ 11 hectares.

## Localisation
La villa Celimontana se situe sur le sommet du mont Célius au sud-est de Rome dans le rione de Celio. Son entrée principale se trouve au niveau de la piazza della Navicella, à côté de la basilique Santa Maria in Domnica qui constitua un des premiers temples chrétiens de Rome. Une entrée secondaire est située sur le Clivo di Scauro donnant sur la basilique Santi Giovanni e Paolo. Elle est dans le prolongement des thermes de Caracalla.

## Historique
Le site de la villa Celimontana, longtemps utilisé comme vignoble par la famille Paluzelli, fut acquis en 1553 par la famille Mattei qui transforma radicalement le lieu avec la construction du palais Mattei par l'architecte Giacomo Del Duca. La fin des travaux des jardins fut réalisée en 1581. La famille Mattei perdit la propriété de la villa en 1802 et celle-ci passa de mains en mains jusqu'en 1869, date de son acquisition par le Riccardo Hoffmann, baron de Bavière. Celui-ci en fut exproprié à la fin de la Première Guerre mondiale, en raison de sa nationalité après le conflit qui opposa l'Italie à l'Empire allemand.

En 1926, la villa devient propriété de la commune de Rome qui y installe les bâtiments de la Société italienne de géographie. Depuis 1928, son jardin est devenu un jardin public, où se retrouvent les familles romaines du rione de Celio, à l'écart de la foule touristique de la capitale. Tous les étés du 1er juillet à mi-août est organisé un important festival de jazz de renommée internationale dans les jardins vallonnés, ombragés, et en hauteur de la villa.

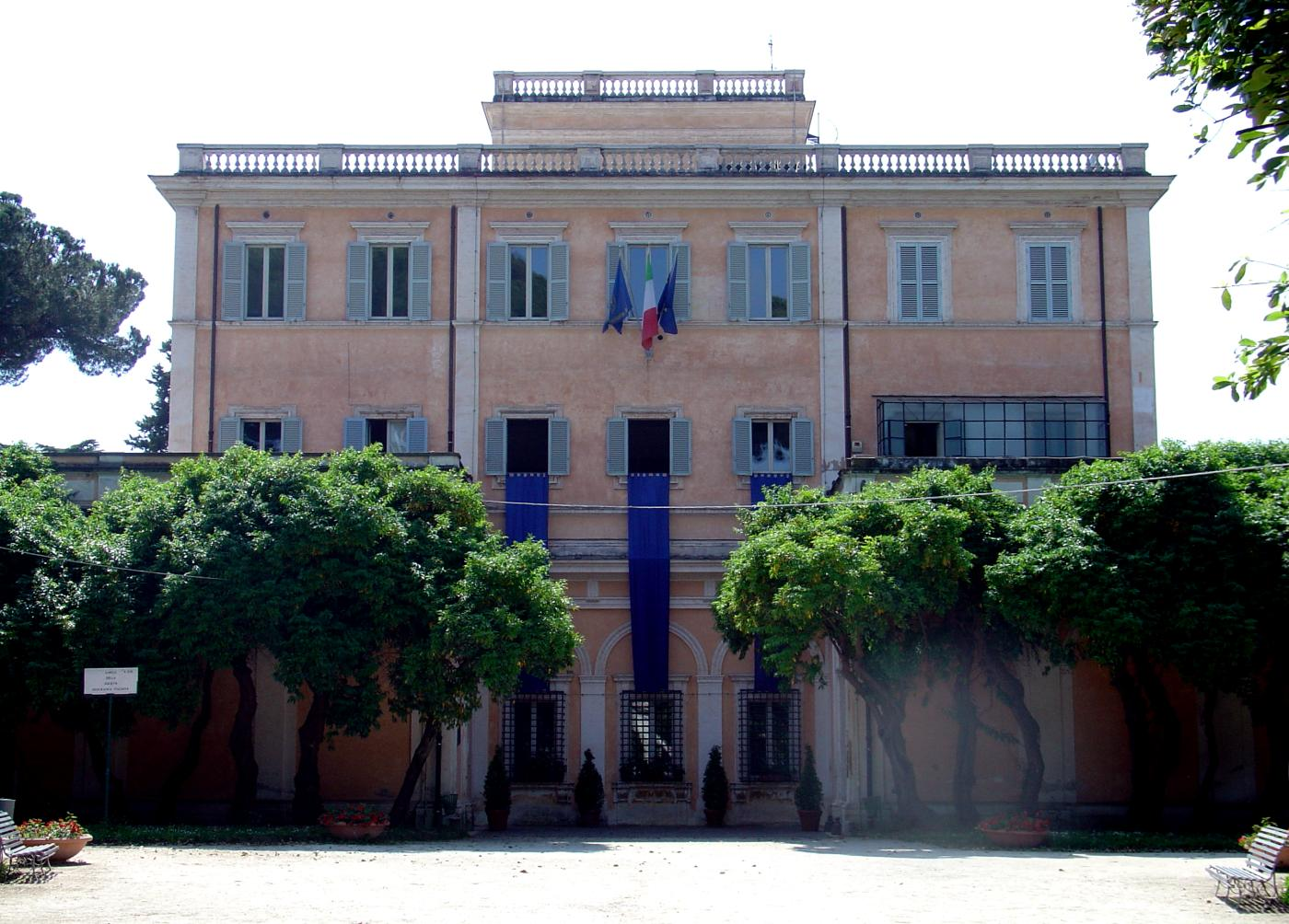
La villa Mattei, siège de la Société Géographique Italienne
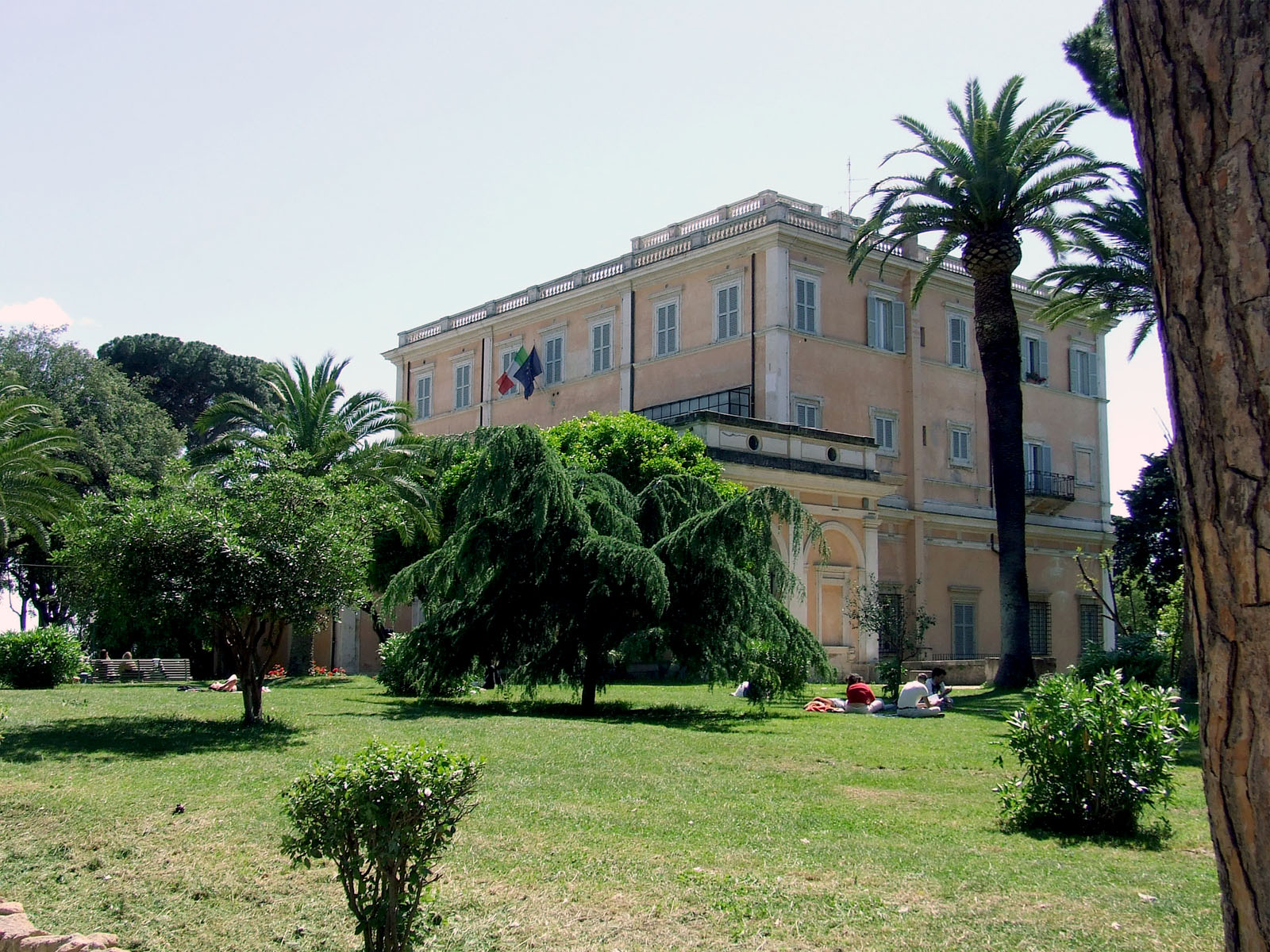
La villa et les jardins
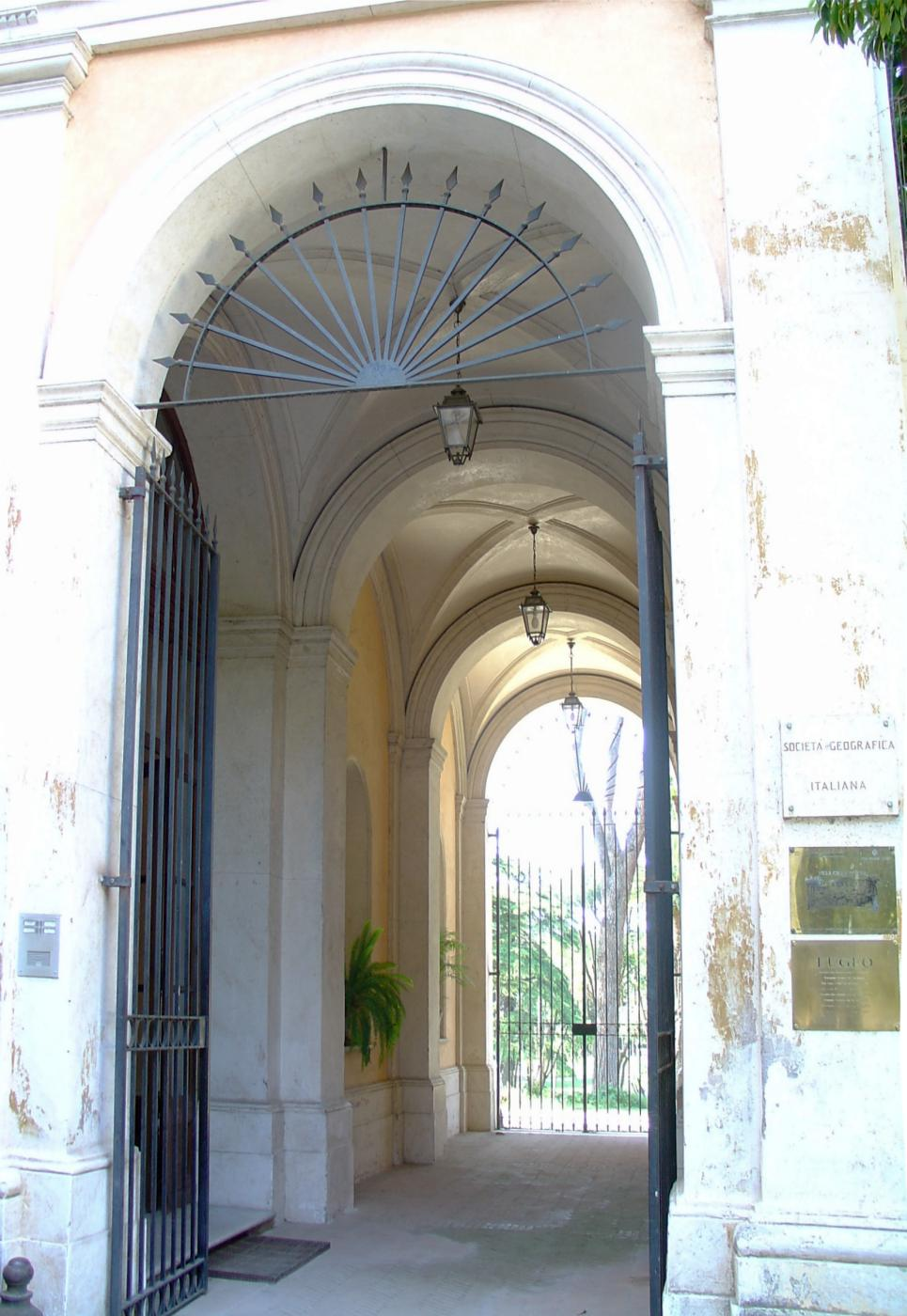
Portique d'entrée

## Intérêt archéologique
L'obélisque de la villa Celimontana, provenant du temple du soleil à Héliopolis et portant le cartouche de Ramsès II, fut installé dans les jardins de Cyriaque Mattei en 1587. Il fut déplacé à l'endroit actuel en 1817 et restauré, ainsi que son environnement de 2008 à 2010.

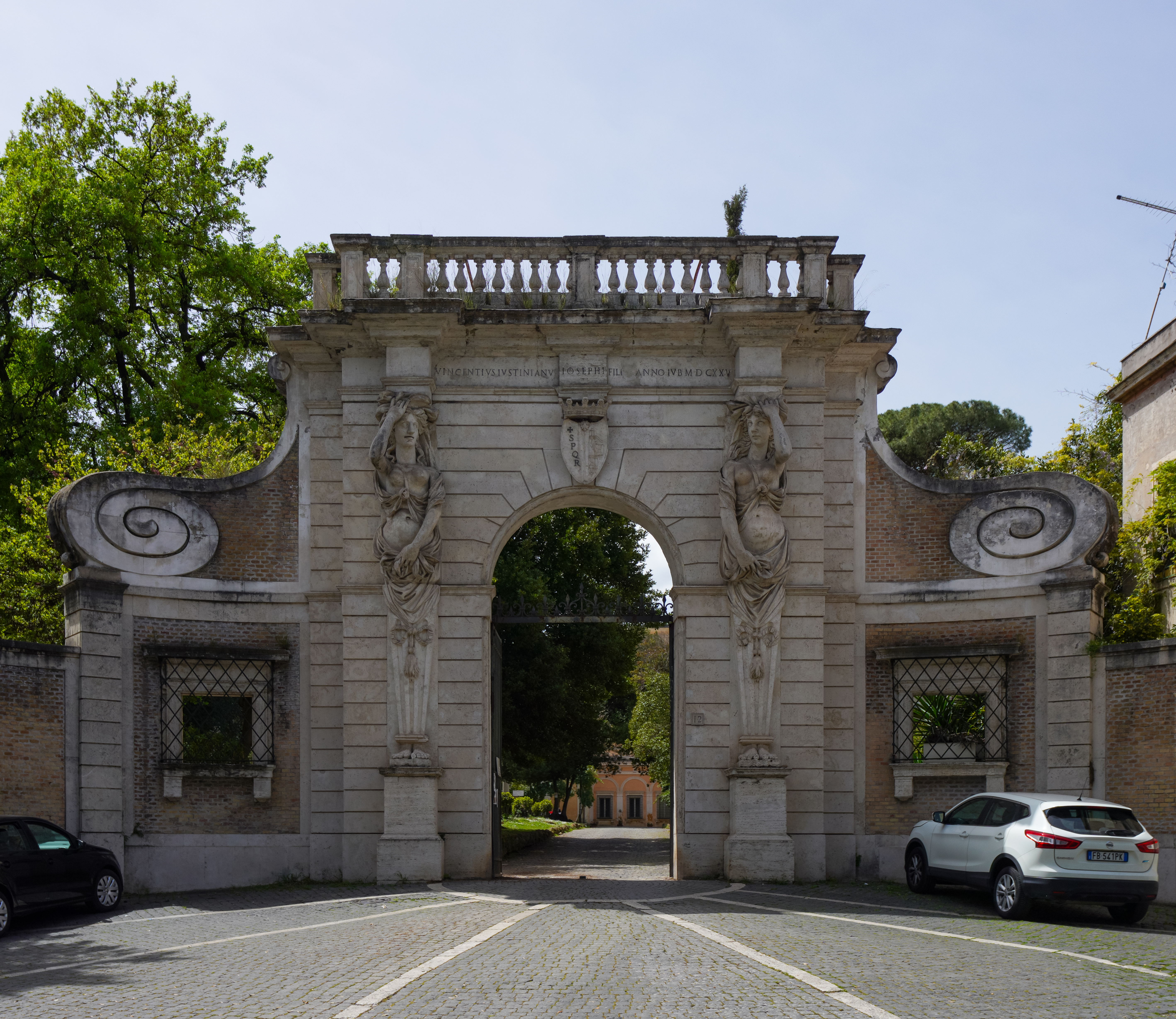
L'entrée principale
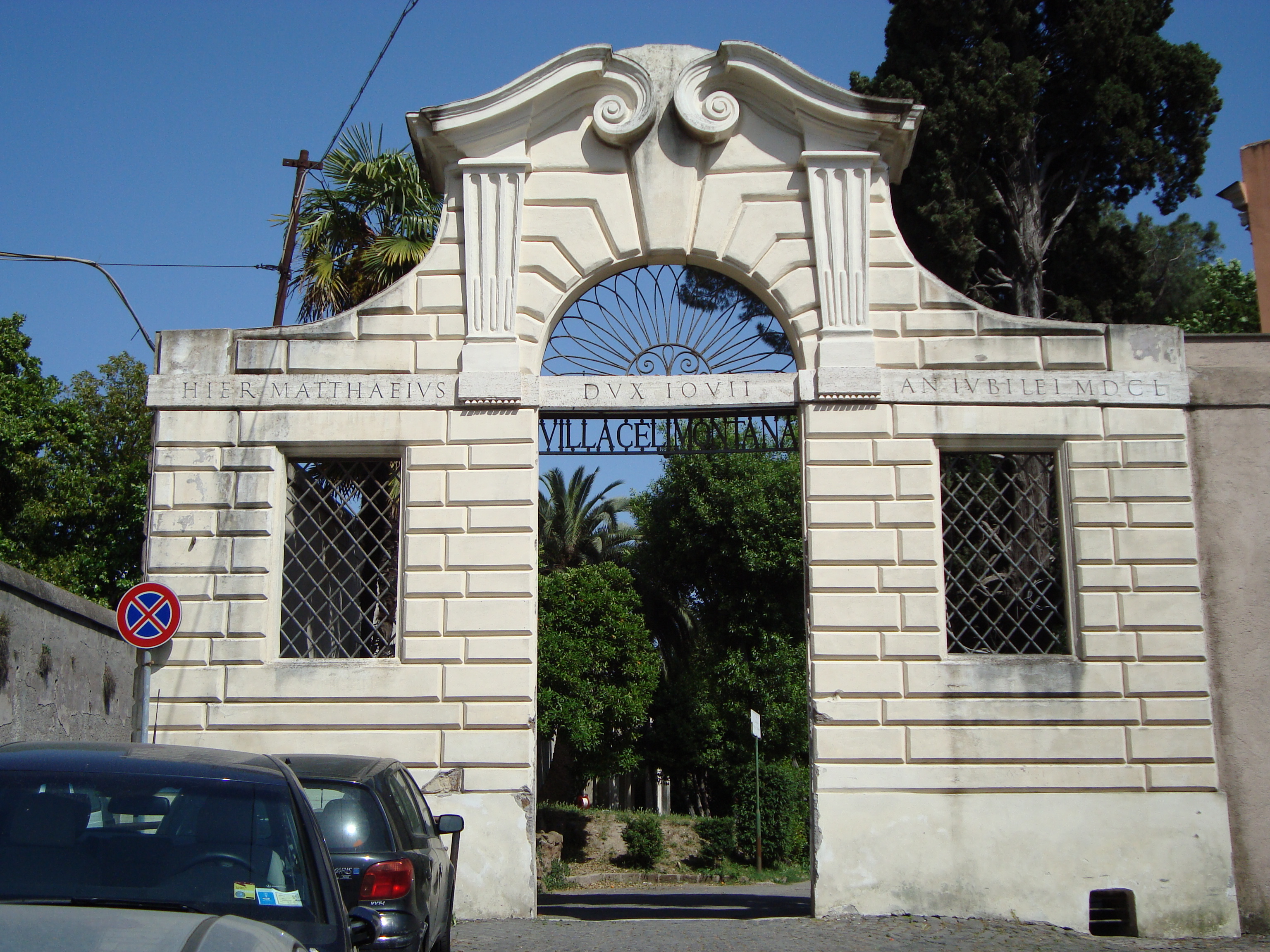
Entrée ouest donnant sur la basilique Santi Giovanni e Paolo
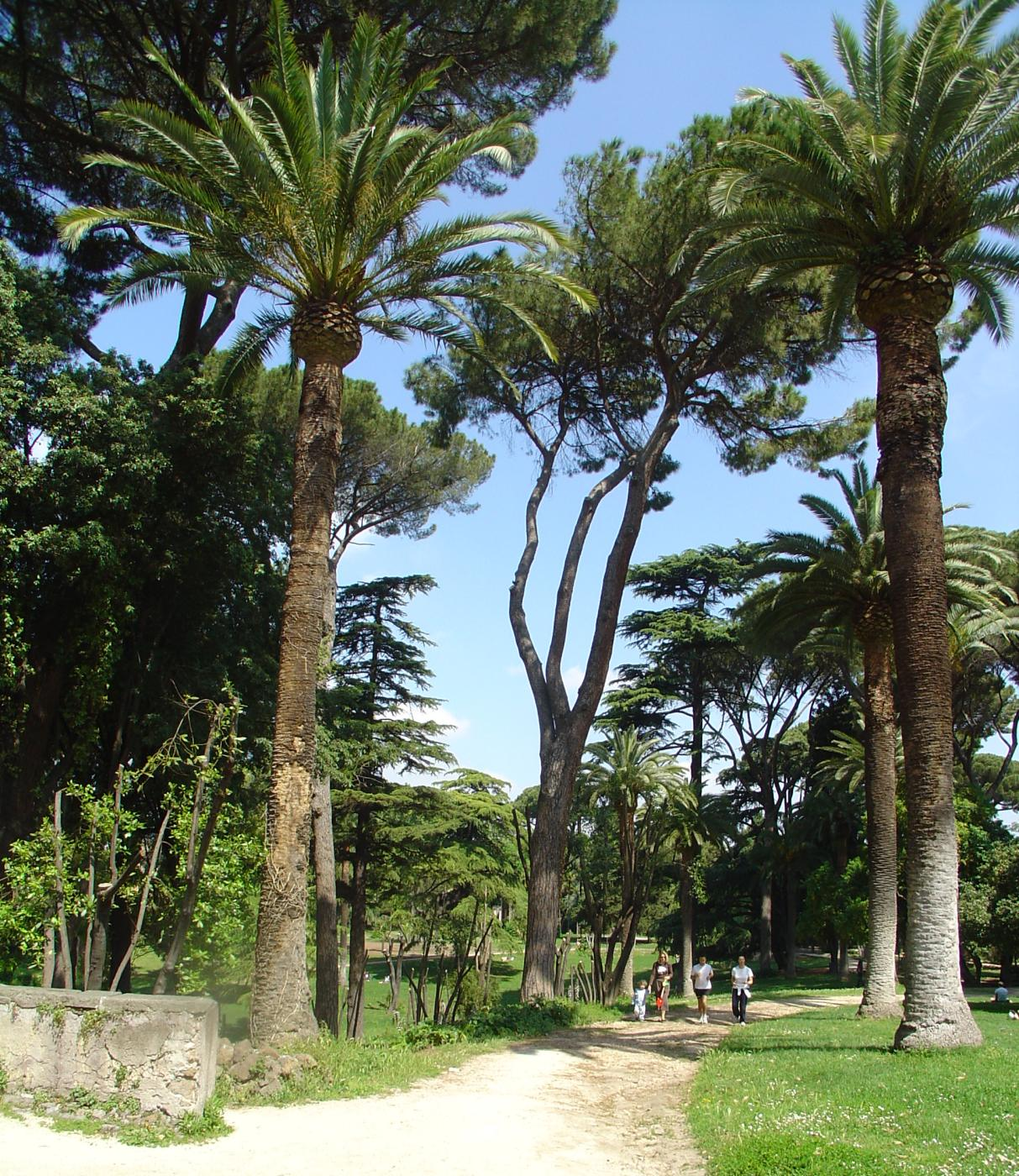
Une allée
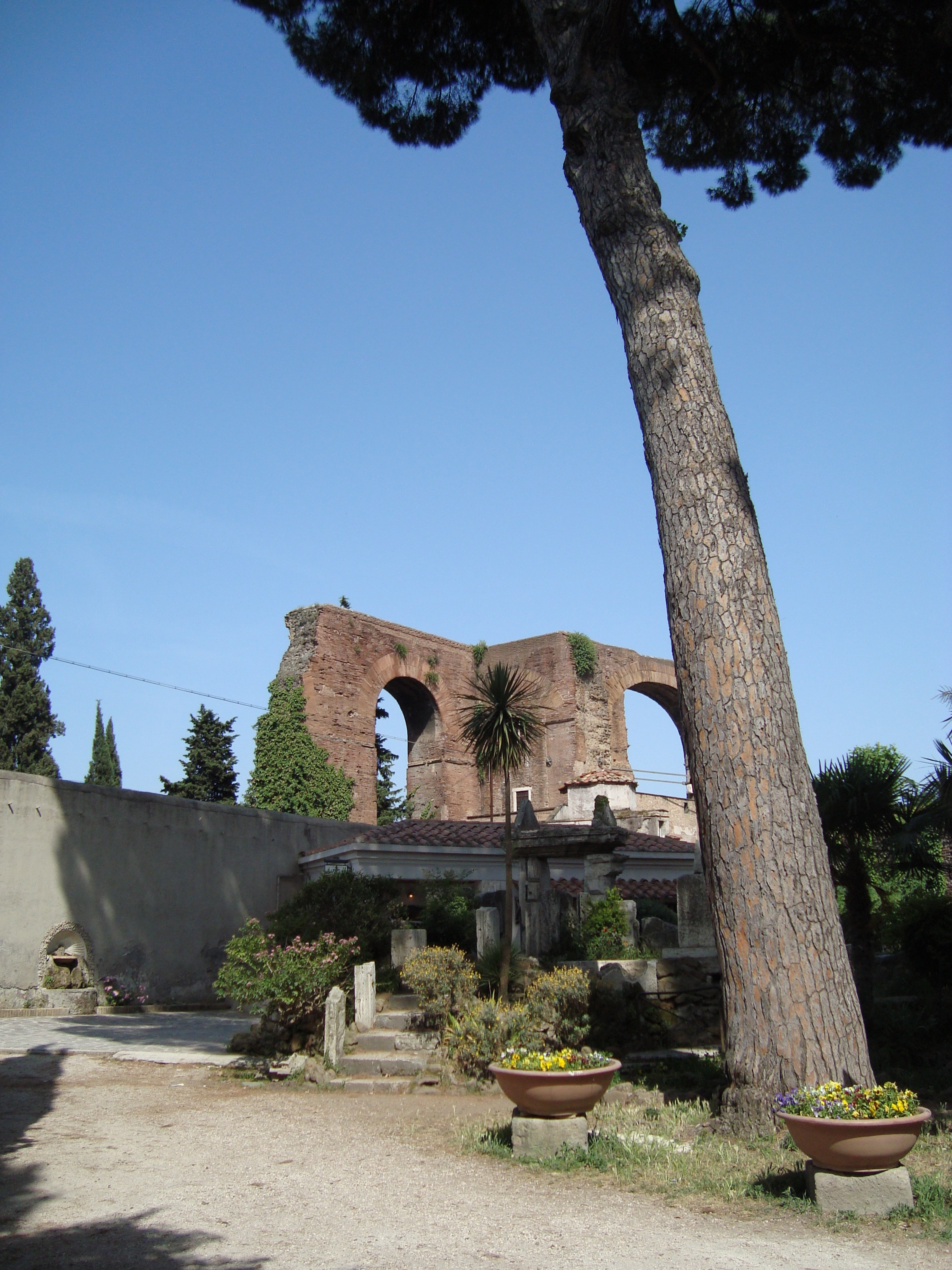
Une vue de la villa
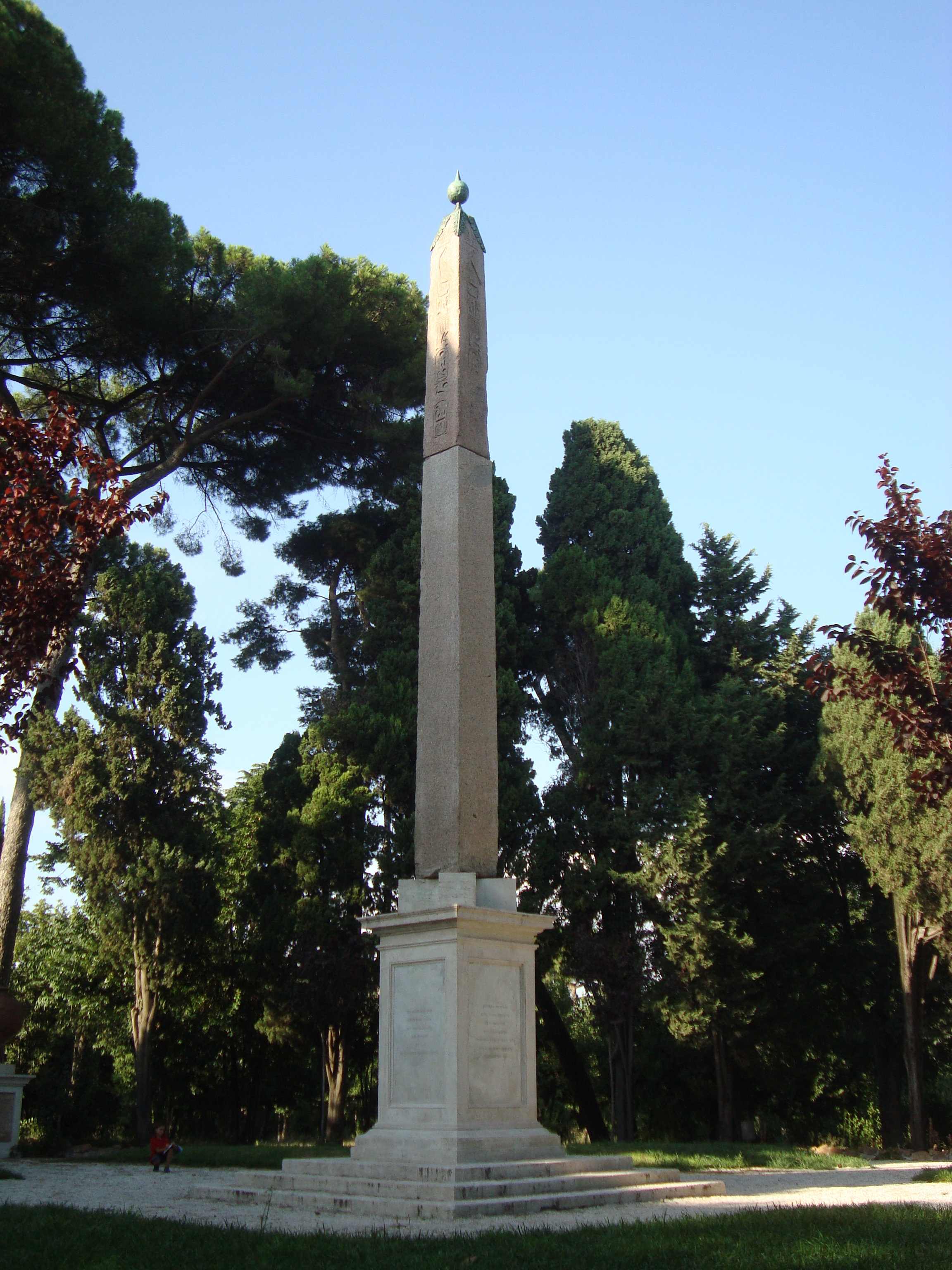
L'obélisque de la villa Celimontana
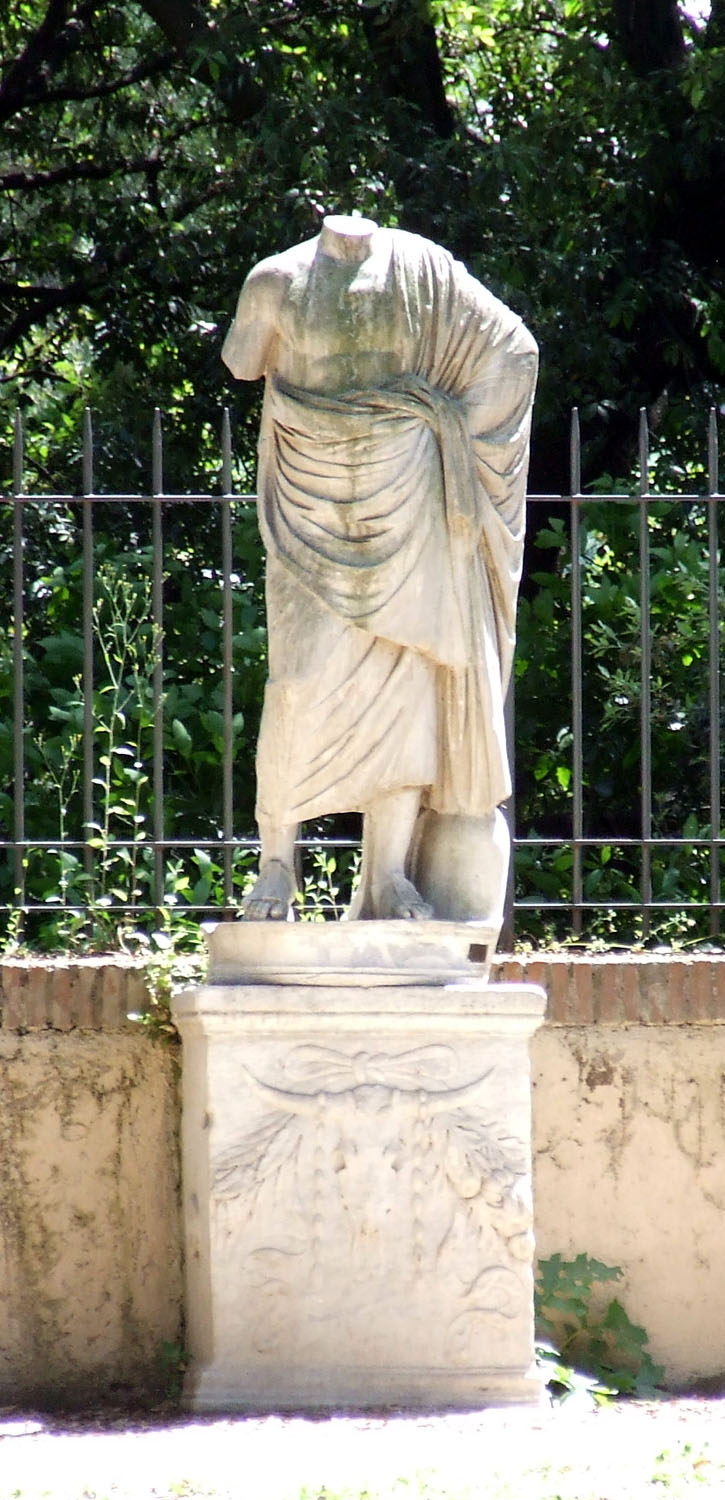
Une statue acéphale
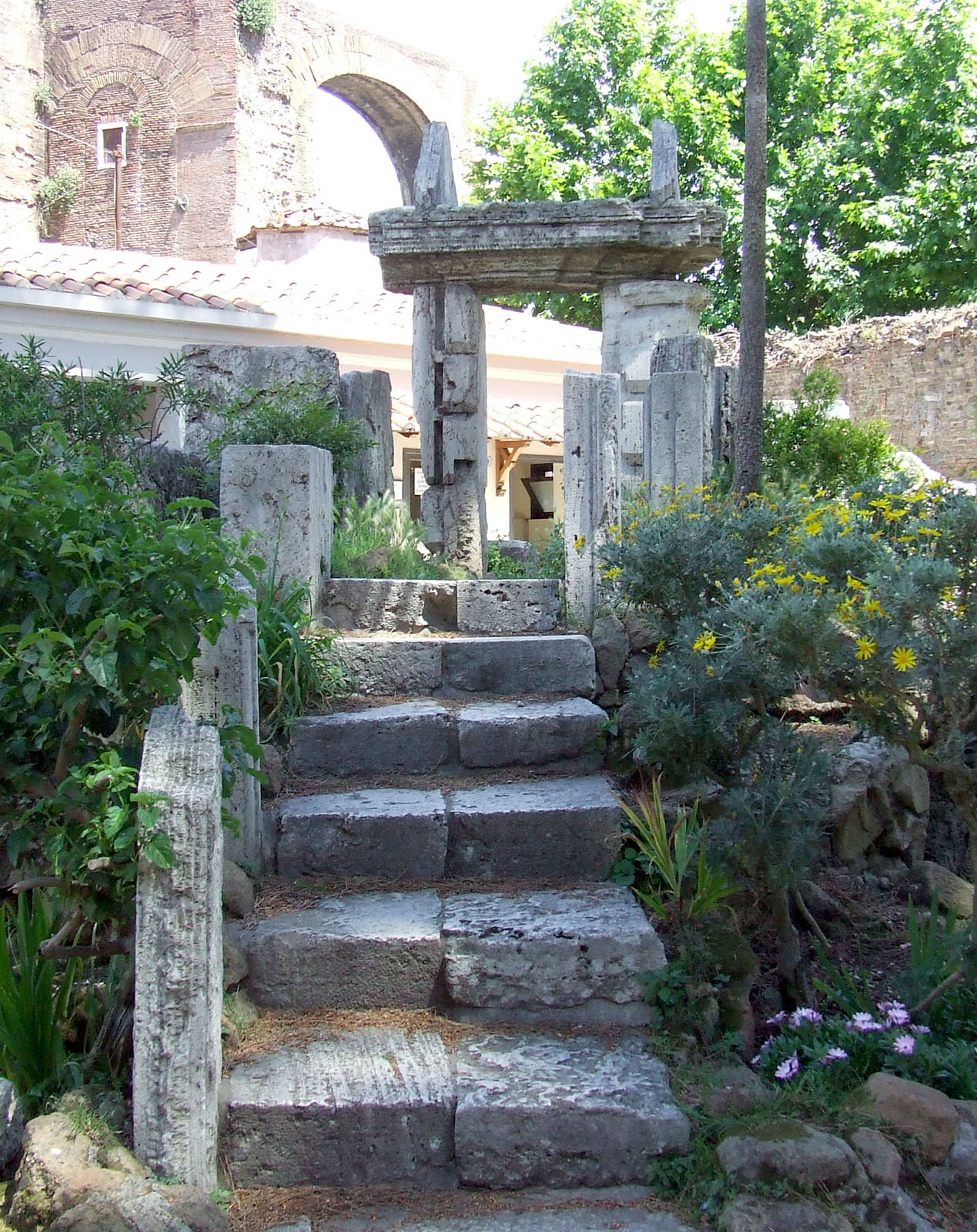
Les ruines de la basilique Hilariana
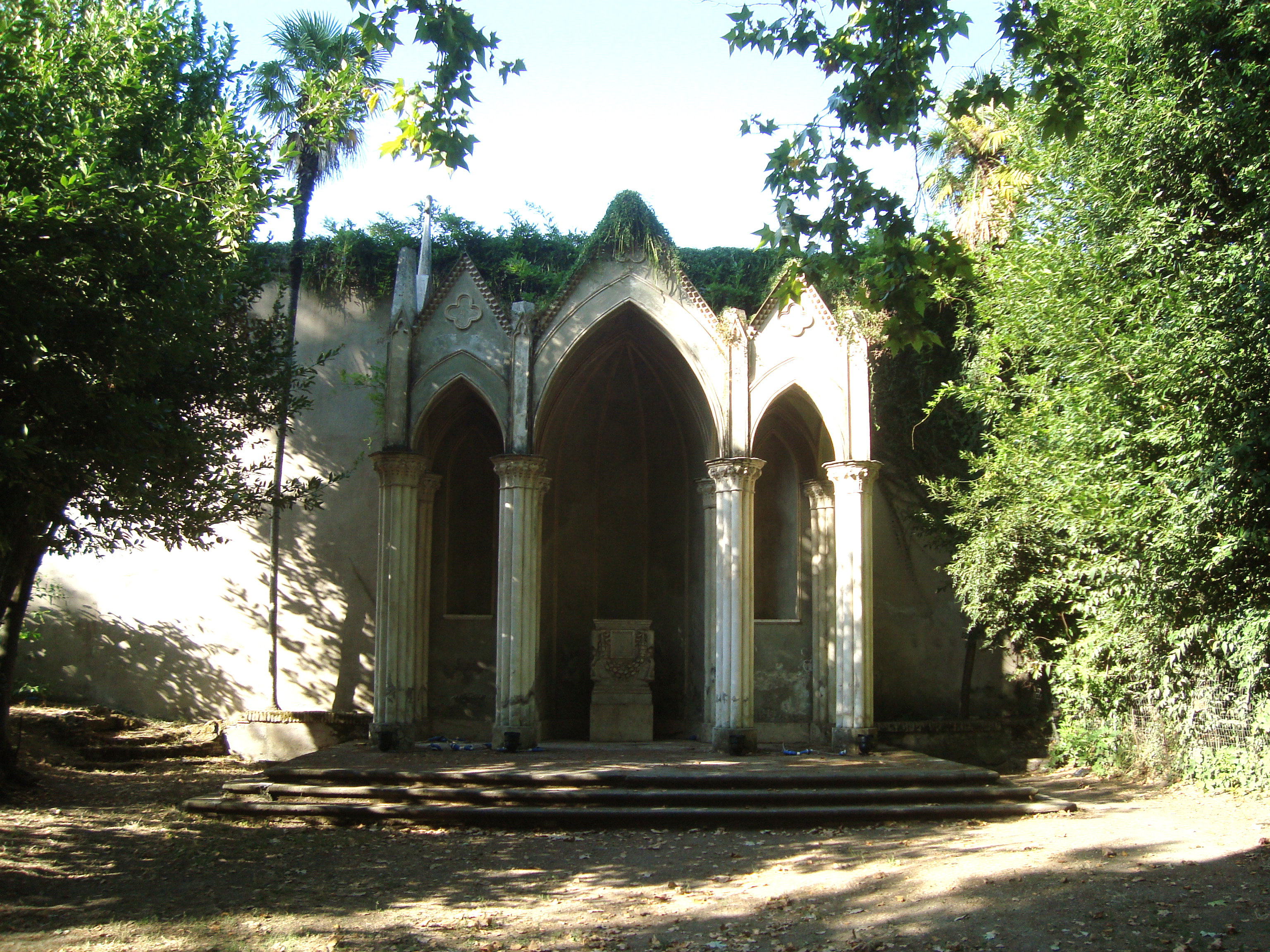
Le temple gothique
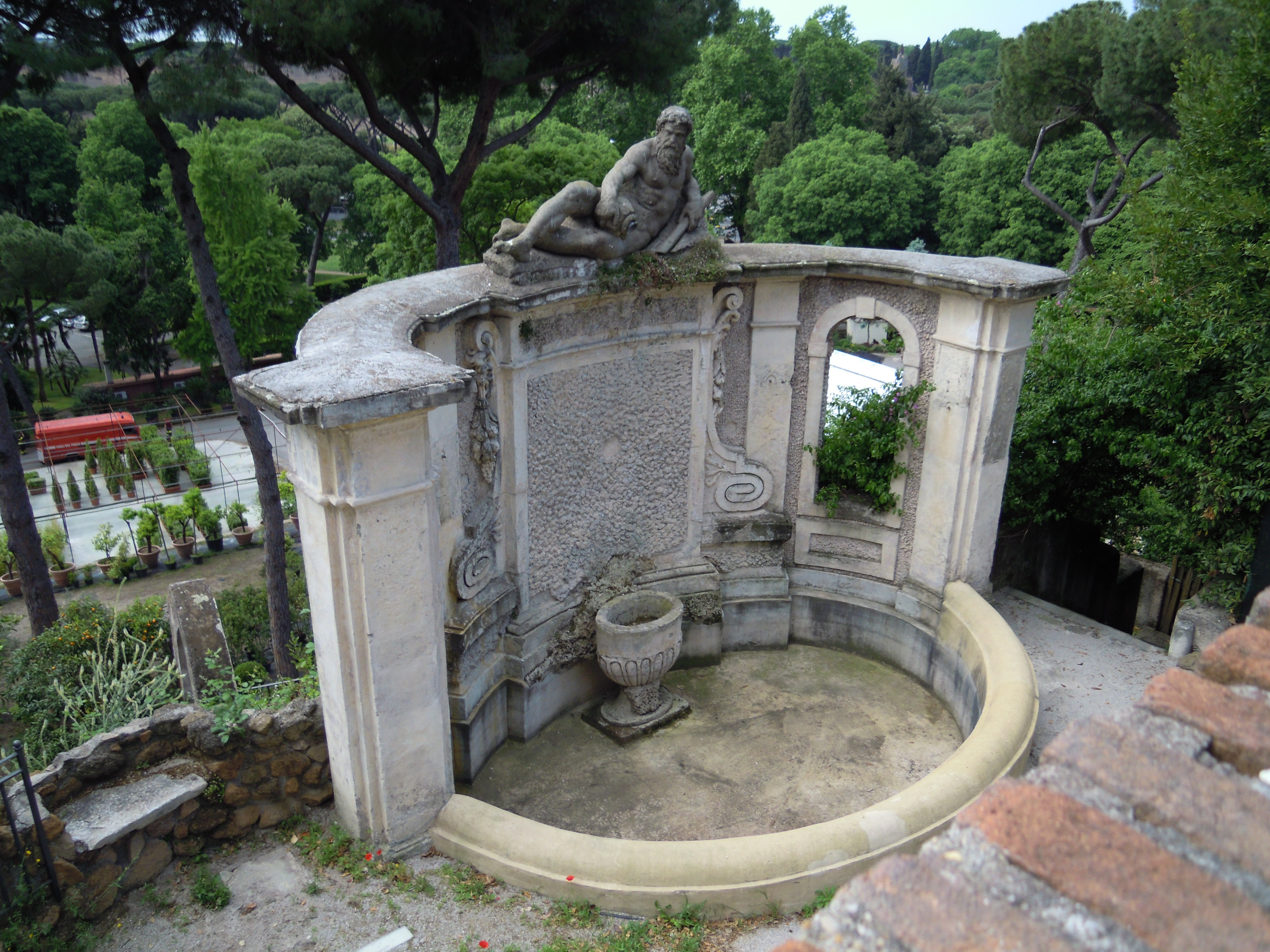
La fontaine de la rivière